# Agnès Callamardová
Agnès Callamardová (* 1965) je francouzská odbornice na lidská práva. Je generální tajemnicí organizace Amnesty International.

## Kariéra
Vystudovala v roce 1985 Institut d'études politiques de Grenoble a doktorát získala v roce 1995 na The New School for Social Research v New Yorku. Pracovala pro organizace Amnesty International, HAP International a Article 19. Zaměřovala se na práva žen a na poměry v uprchlických táborech. Od roku 2013 působí na Kolumbijské univerzitě jako ředitelka projektu pro globální svobodu projevu.
Rada pro lidská práva Organizace spojených národů ji v roce 2017 jmenovala zvláštní zpravodajkyní. V této funkci byla pověřena vyšetřováním smrti saúdskoarabského novináře Džamála Chášukdžího. Soud s údajnými pachateli, který proběhl v prosinci 2019 v Rijádu, označila za zmanipulovaný. Oznámila, že jí saúdskoarabští politikové kvůli jejímu angažmá v případu vyhrožovali smrtí.
Útok, při němž zahynul íránský generál Kásim Sulejmání, byl podle ní pravděpodobně porušením mezinárodního práva.
V roce 2021 byla jmenována generální tajemnicí Amnesty International na čtyřleté funkční období.